# Nasonovia davidsoni
Nasonovia davidsoni är en insektsart som beskrevs av Heie 1979. Nasonovia davidsoni ingår i släktet Nasonovia och familjen långrörsbladlöss. Inga underarter finns listade i Catalogue of Life.